# Mikrón Dásos
Mikrón Dásos är en ort i Grekland.   Den ligger i prefekturen Nomós Kilkís och regionen Mellersta Makedonien, i den norra delen av landet, 400 km norr om huvudstaden Aten. Mikrón Dásos ligger 144 meter över havet och antalet invånare är 415.
Terrängen runt Mikrón Dásos är platt åt nordost, men åt sydväst är den kuperad. Runt Mikrón Dásos är det ganska glesbefolkat, med 35 invånare per kvadratkilometer. Närmaste större samhälle är Polýkastro, 8,4 km söder om Mikrón Dásos. Trakten runt Mikrón Dásos består till största delen av jordbruksmark.